# Herzele
Herzele è un comune belga di 17 433 abitanti, situato nella provincia fiamminga delle Fiandre Orientali.

## Monumenti e luoghi d'interesse

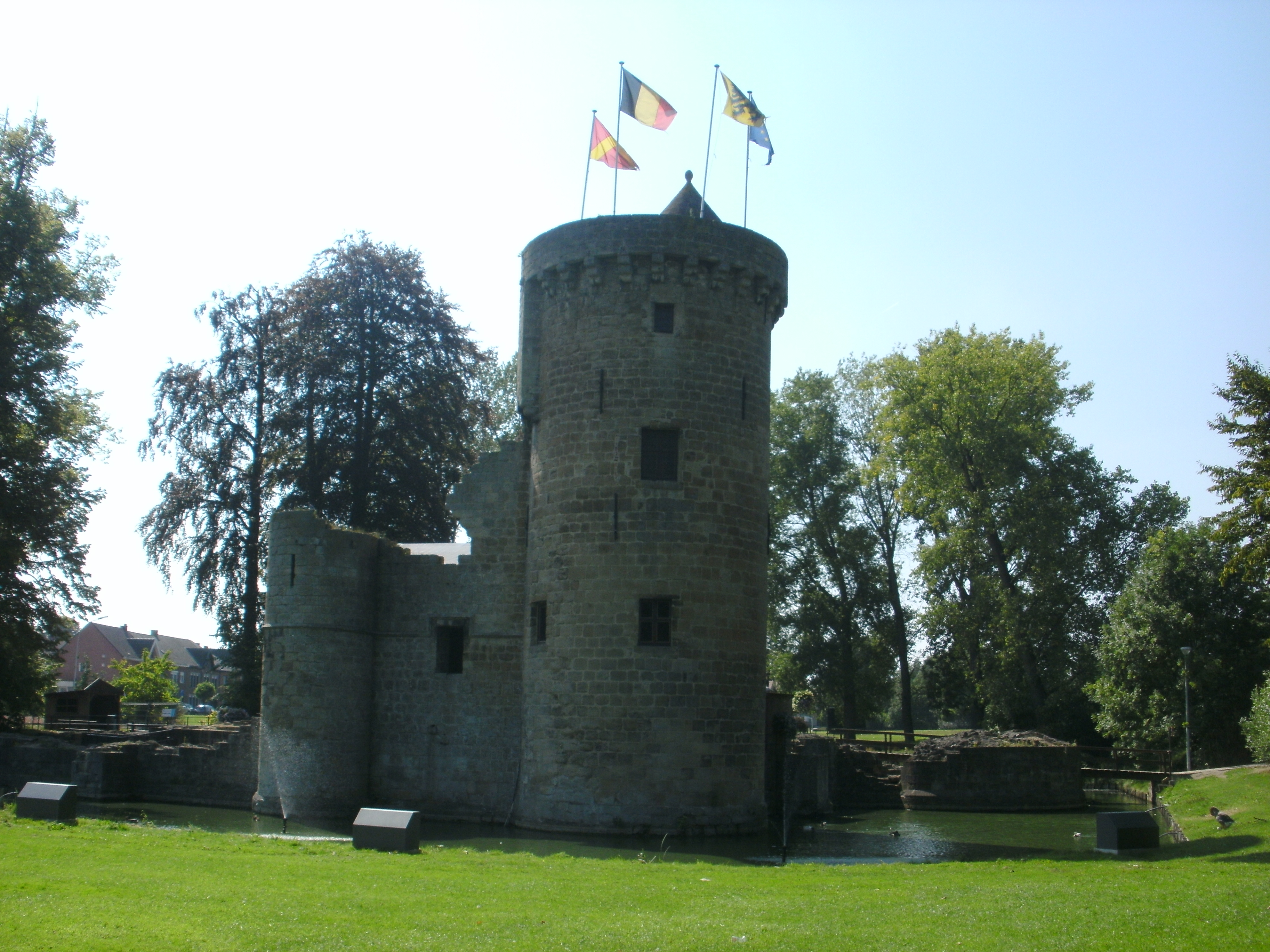
Herzele castello costruito nel 1579
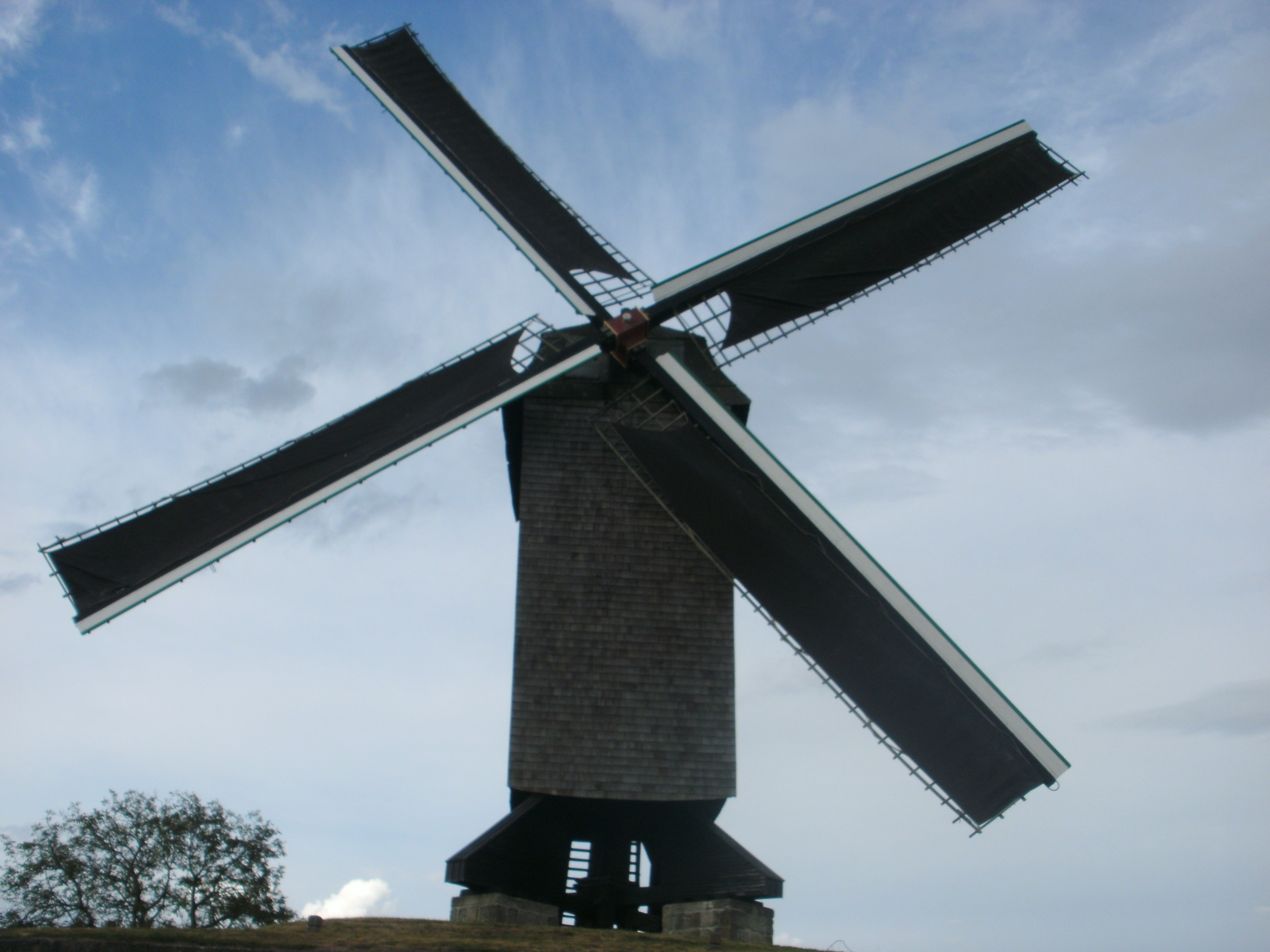
Mulino (Rullegem)